# CS Matiti Mabe
CS Matiti Mabe is een voetbalclub uit Congo-Kinshasa uit de stad Bandundu. De club komt uit in Linafoot, de nationale voetbalcompetitie van het land.
Ze spelen hun thuiswedstrijden in het Stade des Martyrs de la Pentecôte, een gigantisch stadion dat plaats biedt aan ruim 80.000 toeschouwers. De club werd nog nooit landskampioen en won nog nooit de beker.